# Lymantria lapidicola
Lymantria lapidicola is een vlinder uit de familie van de spinneruilen (Erebidae), onderfamilie donsvlinders (Lymantriinae). De wetenschappelijke naam van de 
soort is voor het eerst geldig gepubliceerd in 1851 door Herrich-Schäffer.
Deze nachtvlinder komt voor in Europa.